# هافوك
هافوك (بالإنجليزية: havok)‏ هو برنامج حاسوبي متطور لمحاكاة المؤثرات الفيزيائية الموجودة في الطبيعة بشكل تخيلي، بحيث تشابه ما هو موجود في الواقع، وهو من تطوير شركة هافوك الأيرلندية. يوفر لمطوري الألعاب والأفلام الحصول على حركات واقعية للمواد والشخصيات والرسومات الخاصة بهم.

## المنصات التي يعمل عليها
يتوفر محرك هافوك على مدى واسع من منصات الألعاب المختلفة مثلاً الأسماء بالإنجليزية:-
Playstation 2,Playstation 3,Xbox,Xbox 360,Nintendo,Game Cube,Wii,PSP
إضافة لعمله على أجهزة الحاسوب الشخصة بأنظمة التشغيل المختلفة ويندوز ولينوكس ويونيكس..
يتم الوصول إلى موارد المحرك والتعديل فيه بعد شراء الرخصة من خلال أكواد مصدرية بلغة سي بلس بلس

## الاستخدامات
مند إطلاقه في سنة 2000 استُخْدِم المحرك في أكثر من 150 لعبة للحاسب الشخصي.
المحرك استخدم أيضاً في برنامج 3دي ستوديو ماكس كإضافة تسمى reactor..وأيضا استخدم في برنامج أدوبي ديركتور Adobe Director وبرنامج Shockwave

## هافوك إف إكس
هو مشروع لتشغيل محرك هافوك على المسرع الرسومي GPU وهو قيد التطوير وقت إطلاقه غير معروف إلى الآن.